# Superman : Droit du sang
Superman : Droit du sang (Superman: Birthright) est un comics américain de Superman réalisé par Mark Waid et Leinil Francis Yu.

## Synopsis
Quelques instants avant la destruction de Krypton, Jor-El et Lara sauvent leur enfant en l'envoyant vers la planète Terre. 25 ans plus tard, Clark Kent voyage dans le monde et utilise ses pouvoirs pour empêcher catastrophes et assassinats.
De retour à Metropolis, il décide de se mettre au service des Hommes en devenant Superman, et se fait engager au Daily Planet sous son identité civile. Très vite, il doit contrer une attaque d'hélicoptères, dont il remonte l'origine à Lex Luthor.
Ce dernier annonce à Clark et Lois Lane que les capacités du héros ne peuvent être dues qu'à ses origines extra-terrestres. Il constate également une similitude entre le symbole de l'Homme d'Acier et celui qui apparaît sur une roche extra-terrestre en sa possession. Il décide d'utiliser cette kryptonite contre Superman, qui en ressort affaibli et se souviens d'avoir déjà ressenti cette douleur, lorsqu'il vivait à Smallville et que son meilleur ami se nommait Lex Luthor.
Alors que Clark essaie de raisonner Luthor en souvenir de leur ancienne amitié, ce dernier veut détruire Superman par tous les moyens…

## Commentaires
- Les origines de Superman relatées dans cette histoire deviennent la version canon entre les évènements d'Infinite Crisis et jusqu'à la mini-série Superman: Secret Origin.
- Le recueil se clôt sur les couvertures originales de l'histoire.

## Publication
- 2003-2004 : Superman: Birthright (#1-12, DC Comics)
- 2005 : Superman: Birthright (TPB, DC Comics)
- 2007 : Superman : Droit du sang (Panini)
- 2013 : Superman : Les Origines (Urban Comics)